# Joseph Giblet
Guillaume Alexandre Joseph Giblet (Halle, 20 februari 1809 – 7 augustus 1878) was een Belgisch notaris en politicus.

## Levensloop
Giblet werd geboren als zoon van Simon-Joseph Giblet, notaris, en Marie Barbe Vandermerschen, en trouwde met Marie Thérèse Langendries.
Giblet werd aangesteld als burgemeester van Halle na het overlijden van Hubert Mussche in 1865 en zou dit blijven tot kort voor zijn eigen dood in 1878. Omwille van zijn slechte gezondheid diende hij enkele dagen voor zijn dood zijn ontslag in bij de koning om zijn laatste dagen in familieverband door te brengen.
Tijdens zijn bestuurperiode werd er in Halle overgaan tot de oprichting van een lagere school, een middenschool, alsook een tekenschool, volksbibliotheek en spaarkas.
Hij was een oom van Joseph-Henri-Charles Muller, eveneens notaris en burgemeester van Halle.